# Løven, heksen og garderobeskabet
|  | Denne artikel handler om bogen. For artiklen om filmen, se Narnia: Løven, heksen og garderobeskabet (film) |
Løven, heksen og garderobeskabet er den første bog i C.S. Lewis' fantasy-serie Narnia-fortællingerne.
Bogen er udgivet i 1950 og handler om fire menneskebørn, der tager gennem et garderobeskab til Narnia og bl.a. møder løven Aslan og den onde isdronning.
Bogen regnes som den mest kendte i serien og er flere gange blevet filmatiseret, senest i 2005.

## Handling
Bogen starter i vores verden under 2. Verdenskrig, hvor de fire børn Peter, Susan, Edmund og Lucy bliver sendt ud til en gammel professor på landet, mens London er udsat for luftangreb og bombardementer.
En dag under en gemmeleg finder den yngste af de fire søskende, Lucy, et gammelt garderobeskab. Hun går ind i skabet, da hun ikke ser andre muligheder for at gemme sig. Garderobeskabet viser sig imidlertid at være indgangen til det fortryllede land Narnia.
Lucy går rundt og kigger sig omkring, da hun møder faunen hr. Tumnus. De bliver gode venner, inden Lucy bliver nødt til at vende tilbage til sine søskende. Da hun vender tilbage samme vej, som hun kom ind, er de andre stadig i gang med at lege skjul. Lucy  fortæller dem det hele, men ingen tror på hende og indgangen i skabet er væk. Nogle dage senere finder Lucy dog indgangen igen, og denne gang følger Edmund dog efter hende. Her møder han isdronningen Jadis, som får ham til at love at lokke sine søskende til isdronningens slot. På vejen tilbage møder Lucy Edmund. De tager sammen tilbage, men næste morgen nægter Edmund, at han har været nogen steder henne den nat. 
En dag er der rundvisning i professorens store hus, og de fire søskende har fået besked af den sure husholderske fru Macready om at holde sig væk under rundvisninger. Deres flugt ender på det værelse, hvor garderobeskabet står. De går alle ind i skabet for at gemme sig og ender derved alle i Narnia.
De beslutter sig for at besøge hr. Tumnus, men opdager, at hans hjem er ødelagt, og hr. Tumnus er selv forsvundet. De er heldige at møde hr. Bæver, som fører dem i sikkerhed i sin bæverdæmning. Det er her, at de fire søskende finder ud af, at Isdronningen i virkeligheden er en heks, som sidder på magten over Narnia og holder landet i en evig vinter. Bæverne fortæller også, at Narnias fred og sikkerhed ligger i deres hænder. De skal lede Narnia ud af den hundredårige vinter, som heksen førte med sig. Løven Aslan, som er Narnias skaber, er nu begyndt at samle sine styrker.
Mens bæverne fortæller alt dette, sniger Edmund sig ud af dæmningen og tager af sted mod isdronningens slot. Isdronningen er ikke glad for at se Edmund, da han ikke har sine søskende med. Isdronningen vælger derfor at tage Edmund til fange og sender sine ulve af sted efter hans søskende. Imidlertid har de andre allerede opdaget Edmunds forræderi og er flygtet fra dæmningen, så derfor begiver de sig af sted mod stenbordet, hvor Aslans lejr er placeret.
Her møder de tre børn Aslan selv – den store løve fra hinsides havet – og de får hver deres opgave i det kommende slag. Inden det når så langt venter der dog et opgør om Edmund, som isdronningen stadig holder fangen, og som hun forlanger en frygtelig pris for.

## Udgivelse
Originaltitel er The Lion, the Witch and the Wardrobe og udkom i 1950. Den blev oversat til dansk i 1968 af P.H. Lange og udgivet på Frimodt Forlag. (Og genoversat i 1982 af Niels Søndergaard, Borgens Forlag.)

## Allusioner
Professor Kirke er baseret på W.T. Kirkpatrick, som underviste C.S. Lewis da han var 16 år. "Kirk," som han nogen gange blev kaldt, lærte den unge Lewis meget om at tænke og kommunikere klart, råd der fik stor betydning for ham senere 
Narnia er fanget i en endeløs vinter da børnene først gang kommer til Narnia. I den Nordiske mytologi er der en tilsvarende ”stor vinter”, kendt som Fimbulvinter, som ifølge myterne skal varsle Ragnarok. Edmund tilfangetagelse af isdronningen, danner paralleller til Kajs forførelse og tilfangetagelse af snedronningen i H.C. Andersens historie af samme navn.
Dværgene og kæmperne er fra den Nordiske mytologi. Faune, Kentaur, minotauros, dryader og så videre, er alle fra Græsk mytologi. Fader Jul, eller Julemanden, stammer fra engelske sagn.
Aslan er en parallel til den kristne Gud (Det betyder løve på tyrkisk)